# Дел Рио (Калифорнија)
Дел Рио (енгл. Del Rio) насељено је место без административног статуса у америчкој савезној држави Калифорнија.

## Демографија
По попису из 2010. године број становника је 1.270, што је 102 (8,7%) становника више него 2000. године.
| Група             | 2000.       | 2010.       |
| Белци             | 949 (81,3%) | 962 (75,7%) |
| Афроамериканци    | 19 (1,6%)   | 25 (2,0%)   |
| Азијати           | 95 (8,1%)   | 143 (11,3%) |
| Хиспаноамериканци | 73 (6,3%)   | 107 (8,4%)  |
| Укупно            | 1.168       | 1.270       |